# Culicoides hui
Culicoides hui är en tvåvingeart som beskrevs av Wirth och Hubert 1961. Culicoides hui ingår i släktet Culicoides och familjen svidknott.
Artens utbredningsområde är Taiwan. Inga underarter finns listade i Catalogue of Life.